# Myrcia intonsa
Myrcia intonsa là một loài thực vật có hoa trong Họ Đào kim nương. Loài này được (McVaugh) B.Holst mô tả khoa học đầu tiên năm 2002.